# Rhythm of the Saints
Rhythm of the Saints è un film del 2003 diretto da Sarah Rogacki.